# Diceratostele
Diceratostele is een monotypisch geslacht (met slechts één soort) tropische orchideeën uit de onderfamilie Epidendroideae.
Diceratostele gabonensis is een terrestrische orchidee afkomstig uit tropisch West-Afrika, voornamelijk Liberia, Ivoorkust, Kameroen, Gabon en Congo.

## Soorten
Het geslacht is monotypisch, het omvat slechts één soort:
- Diceratostele gabonensis Summerh. (1938)